# 소유스-2.1v
소유스-2.1v는 러시아 TsSKB 프로그레스가 개발한 최신형 소유스 로켓이다. 소유스-1이라고도 부른다. 소유스-2.1b(소유스-2)와는 외양이 전혀 다르다. 2013년 12월 28일 최초 발사에 성공했다.

## 러시아판 나로호
2010년 나로호와 제원이 거의 똑같다. 2013년 1월 30일 나로호의 최초 발사성공 이후에 러시아가 거의 똑같은 것을 발사한 최초의 모델이다. 불과 11개월만이다.
- 나로호,  대한민국, 2단로켓, 무게 140톤, 1단 지상추력 170톤 RD-151 1개, 최초발사성공 2013년 1월 30일
- 소유스-2.1v,  러시아, 2단로켓, 무게 158톤, 1단 지상추력 153톤 NK-33 1개, 최초발사성공 2013년 12월 28일

그러나 나로호가 100 kg의 인공위성을 발사할 수 있다고 발표하는데 비해, 소유스 2.1v는 2.85톤이다. 소유스 2.1v는 NK-33 엔진의 재고가 바닥나면, 나로호의 RD-151 엔진과 사실상 동일한 RD-193 엔진을 사용할 계획이다.
RSC 에네르기아도 나로호와 똑같은 오로라 로켓을 제안하고 있다. NK-33 참조.
소유스-2.1v은 안가라-1.2pp과 거의 똑같은 제원이다. 같은 러시아지만, 회사가 다르다.

## 비교
- 소유스 2.1v,  러시아, 길이 44m, 무게 160톤, 2단, 인공위성 3톤
- 앙가라 1.2,  러시아, 길이 41.5m, 무게 171톤, 2단, 인공위성 3.8톤
- 베라,  유럽, 길이 30m, 무게 137톤, 4단, 인공위성 2톤
- 타우루스,  미국, 길이 27.9m, 무게 73톤, 4단, 인공위성 1.32톤
- 팰컨 1e,  미국, 길이 24.7m, 무게 46.8톤, 2단, 인공위성 1.01톤
- 창정 2C,  중국, 길이 42m, 무게 233톤, 2단, 인공위성 3.85톤
- 스트렐라,  러시아, 길이 28.27m, 무게 105톤, 2단, 인공위성 2톤
- 로콧,  러시아, 길이 29.15m, 무게 107.5톤, 3단, 인공위성 2.3톤
- 드네프르,  러시아,  우크라이나, 길이 34.3m, 무게 211톤, 3단, 인공위성 3.5톤
- 싸이클론-4,  우크라이나, 길이 40m, 무게 192.5톤, 3단, 인공위성 5.3톤
- 나로호,  대한민국, 길이 33m, 무게 140톤, 2단, 인공위성 0.1톤
- 한국형발사체,  대한민국, 길이 47.5m, 무게 200톤, 3단, 인공위성 1.5톤
- 한국형발사체 시험발사체,  대한민국, 길이 26.1m, 무게 53톤, 2단, 인공위성 0.1톤

## 같이 보기
- 소유스-2
- 안가라-1.2pp